# Villa di Corte Vecchia
La Villa di Corte Vecchia è situata nel cuore dell'omonima tenuta, nei pressi di Cellena, all'estremità orientale del territorio comunale di Semproniano, non lontano dalla sponda destra del fiume Fiora.

## Storia
All'interno della tenuta di Corte Vecchia, sono state rinvenute tracce risalenti all'epoca etrusca, vista la sua posizione a ovest dell'area archeologica di Sovana, dalla quale è separata dal corso del fiume Fiora, ma a cui doveva certamente essere collegata in quel periodo storico.
In epoca medievale, il luogo divenne un punto strategico per le truppe di Federico II, durante gli assedi che furono portati, nel corso del 1240, alle vicine località, tra cui Sovana: in quel periodo fu costruita una prima struttura fortificata all'interno della tenuta.
Durante i secoli successivi, la stabilizzazione politica della zona portò a momenti di maggiore tranquillità, tanto che in epoca rinascimentale fu decisa la completa ricostruzione della precedente struttura. Nel Cinquecento vennero così realizzati la villa e il parco attiguo.
Nel corso degli ultimi secoli, la villa padronale e il parco hanno mantenuto pressoché intatto il loro aspetto, mentre all'interno della tenuta furono costruiti alcuni fabbricati, in seguito adibiti ad annessi agricoli e dépendance.

## Descrizione
La Villa di Corte Vecchia si presenta a pianta rettangolare, disposta su due livelli principali, con pareti rivestite in intonaco ed ornate agli angoli da pietre squadrate, che ricordano lo stile delle ville rinascimentali fiorentine.
Sulle pareti si aprono varie finestre di forma quadrangolare, mentre al pian terreno si trovano le porte di accesso alla villa che sono a loro volta sovrastate da finestre con terrazzo. Il tetto è a quattro spioventi.
All'interno della villa, adibita a residenza agrituristica, è stato allestito uno spazio museale con dipinti e sculture dal tardo Cinquecento in poi (modalità di visita da concordare). Gli arredi e le decorazioni delle varie sale risalgono prevalentemente al Seicento. 
Attorno alla villa, si sviluppa un caratteristico giardino all'italiana con elementi stilistici tardorinascimentali e barocchi, che crea un ulteriore effetto scenografico al teatro di verzura. La rimanente area della tenuta è caratterizzata prevalentemente da un parco all'inglese che si inoltra nel fitto bosco. In una parte della tenuta, è stato allestito un museo all'aperto, ove sono conservati antichi attrezzi e mezzi agricoli.
Da segnalare, inoltre, la cappella gentilizia, tuttora consacrata, che in passato svolgeva funzioni di pieve, prima che fosse realizzata la chiesa dell'Annunziata a Cellena nel 1787.